# 5 Pułk Ułanów (austro-węgierski)
Węgierski (Chorwacki) Pułk Ułanów Nr 5 – pułk kawalerii cesarskiej i królewskiej Armii.
Pełna nazwa niemiecka: Ulanenregiment Nikolaus II. Kaiser von Ruβland Nr 5.
Data utworzenia: 1848 rok.
Szef pułku: cesarz Rosji Mikołaj II Romanow (od 1894).
W 1914 roku pułk stacjonował w Szombathely na terytorium 5 Korpusu, natomiast kadra zapasowa pułku pozostawała w Varaždinie (niem. Warasdin) na terytorium 13 Korpusu, który był jego okręgiem uzupełnień. Pułk wchodził w skład 16 Brygady Kawalerii.
Żołnierze nosili czapki jasnoniebieskie, guziki złote.

## Skład etatowy
Dowództwo
Służby pomocnicze:
- pluton pionierów
- patrol telegraficzny
- służba zapasowa

2 × dywizjon
- 3 × szwadron po 117 dragonów

Pełny etat: 37 oficerów i 874 podoficerów i żołnierzy.